# محمد كاسوري سيلا
محمد كاسوري سيلا مواليد 12 أغسطس 1996 في غينيا، هو لاعب كرة قدم غيني.

## مسيرة اللاعب
لعب سابقاً في أتلتيكو دي كولياه الغيني و نادي الجندل ونادي عفيف.